# Power Rangers Turbo
Power Rangers Turbo – piąty sezon amerykańskiego serialu dla dzieci i młodzieży Power Rangers, oparty na japońskim serialu tokusatsu Gekisō Sentai Carranger.
Seria Power Rangers Turbo liczy łącznie 45 odcinków i stanowi kontynuację wydarzeń z sezonu Power Rangers Zeo. Premiera produkcji odbyła się 19 kwietnia 1997 roku w Stanach Zjednoczonych, na antenie stacji Fox Kids. Finałowy odcinek został wyemitowany 24 listopada 1997 roku na tym samym kanale. Polska premiera serialu odbywała się w okresie od 19 maja do 20 października 2001 roku na antenie Polsatu.
Jeszcze przed emisją serialu, 28 marca 1997 roku odbyła się premiera kinowa filmu Turbo: A Power Rangers Movie. W przeciwieństwie do pierwszej kinowej produkcji w historii Power Rangers – Mighty Morphin Power Rangers: The Movie, druga: Turbo: A Power Rangers Movie rozgrywa się w serialowej rzeczywistości serii i stanowi bezpośrednie połączenie pomiędzy zakończeniem sezonu Power Rangers Zeo oraz początkiem Power Rangers Turbo.

## Fabuła
Po wydarzeniach z filmu Turbo: A Power Rangers Movie, piątka Turbo Rangersów używa swoich nowych mocy, broni oraz nowoczesnych i szybkich pojazdów, aby zwalczać zło jeszcze szybciej niż kiedykolwiek. Piękna i zła kosmiczna piratka Divatox podąża za Power Rangers aż do Angel Grove, aby zemścić się za zrujnowanie jej ślubu na wulkanicznej wyspie z potężnym Maligorem. Dzięki swojej mobilnej bazie dowodzenia, uzbrojonej w torpedy i materiały wybuchowe, a także bandą potworów, dąży ona do zniszczenia rangersów.
Power Rangers nie są jednak osamotnieni w walce. Po ich stronie znajduje się Dimitria, mędrczyni i przyjaciółka Zordona, jej wierny robot-asystent Alpha 6, międzygalaktyczny policjant drogowy – Niebieski Senturion oraz nieuchwytny Phantom Ranger, człowiek o sile armii, którego tożsamość jest tajemnicą. W trakcie serii dochodzi do wymiany pokoleniowej w drużynie. W miejsce Tommy’ego, Adama, Tanyi i Katherine, do będącego niebieskim rangerem Justina dołączają T.J., Carlos, Ashley i Cassie. Zupełnie nowy zespół rangersów jest uzbrojony i gotowy do kontynuowania spuścizny Power Rangers.

## Obsada
Poniższa lista przedstawia głównych bohaterów serialu Power Rangers Turbo wraz z nazwiskami odtwórców ról.

### Rangersi
| Ranger                     | Postać            | Aktor                |
| -------------------------- | ----------------- | -------------------- |
| Czerwony Turbo Ranger (I)  | Tommy Oliver      | Jason David Frank    |
| Czerwony Turbo Ranger (II) | T.J. Johnson      | Selwyn Ward          |
| Niebieski Turbo Ranger     | Justin Stewart    | Blake Foster         |
| Zielony Turbo Ranger (I)   | Adam Park         | Johnny Yong Bosch    |
| Zielony Turbo Ranger (II)  | Carlos Vallerte   | Roger Velasco        |
| Żółta Turbo Rangerka (I)   | Tanya Sloan       | Nakia Burrise        |
| Żółta Turbo Rangerka (II)  | Ashley Hammond    | Tracy Lynn Cruz      |
| Różowa Turbo Rangerka (I)  | Katherine Hillard | Catherine Sutherland |
| Różowa Turbo Rangerka (II) | Cassie Chan       | Patricia Ja Lee      |

#### Dodatkowi wojownicy
| Wojownik            | Postać              | Aktor              |
| ------------------- | ------------------- | ------------------ |
| Niebieski Senturion | Niebieski Senturion | David Walsh (głos) |
| Phantom Ranger      | Phantom Ranger      | Ali Afshar (głos)  |

### Sprzymierzeńcy
- Dimitria (Carol Hoyt) – mentorka drużyny rangersów.
- Alpha 6 (głos: Katerina Luciani) – robot-asystent Dimitrii.
- Jerome Stone (Gregg Bullock) – były policjant, który przejął Angel Grove Youth Center od Erniego.
- Mięśniak (Paul Schrier) – były pomocnik porucznika Stone’a.
- Czacha (Jason Narvy) – były pomocnik porucznika Stone’a.

### Wrogowie
- Divatox (Carol Hoyt) – Intergalaktyczna Królowa Piratów Zła, główna antagonistka serii.
- Elgar (głos: Derek Stephen Prince) – bratanek Divatox, kosmiczny pirat.
- Rygog (głos: Lex Lang) – prawa ręka Divatox.

## Muzyka tytułowa
Power Rangers Turbo, Go, to muzyka tytułowa serii Power Rangers Turbo, wykorzystana m.in. w czołówce serialu. Dodatkowo utwór pojawiał się wielokrotnie w trakcie odcinków, w wersji z wokalem oraz instrumentalnej.
W przeciwieństwie do poprzednich serii - Mighty Morphin Power Rangers, Mighty Morphin Alien Rangers oraz Power Rangers Zeo, piosenka tytułowa Power Rangers Turbo nie jest kolejnym remiksem utworu Go Go Power Rangers, a posiada zupełnie nową nutę melodyczną i refren. W utworze pojawia się jednak kilkukrotnie słowo „go”, w tym tytułowym fragmencie piosenki - Power Rangers Turbo, Go!.
Premiera utworu miała miejsce w produkcji kinowej Turbo: A Power Rangers Movie, do którego przygotowano dłuższą, trwającą 2,5 minuty wersję piosenki. Serial wykorzystywał krótszą wersję utworu, wpasowującą się w sekwencję czołówkową serialu.

## Wersja polskaTV Polsat
- Opracowanie wersji polskiej: Multiwizja
- Tekst: Małgorzata Kierska-Barcz
- Czytali: Beata Olga Kowalska, Paweł Siedlik i Grzegorz Pawlak

## Film
| Światowa premiera | N/o | Polski tytuł        | Angielski tytuł              |
| ----------------- | --- | ------------------- | ---------------------------- |
|                   |     |                     |                              |
| FILM              |     |                     |                              |
|                   |     |                     |                              |
| 28.03.1997        | F2  | Power Rangers Turbo | Turbo: A Power Rangers Movie |
|                   |     |                     |                              |

## Spis odcinków
| Premiera w USA                    | Premiera w Polsce | N/o | Nr w serii | Polski tytuł                     | Angielski tytuł                 |
| --------------------------------- | ----------------- | --- | ---------- | -------------------------------- | ------------------------------- |
|                                   |                   |     |            |                                  |                                 |
| SEZON PIĄTY – POWER RANGERS TURBO |                   |     |            |                                  |                                 |
|                                   |                   |     |            |                                  |                                 |
| 19.04.1997                        | 19.05.2001        | 206 | 1          | Wrzuć Turbo                      | Shift Into Turbo                |
|                                   |                   |     |            | Wrzuć Turbo                      | Shift Into Turbo                |
| 26.04.1997                        | 20.05.2001        | 207 | 2          | Wrzuć Turbo                      | Shift Into Turbo                |
|                                   |                   |     |            | Wrzuć Turbo                      | Shift Into Turbo                |
| 30.04.1997                        | 26.05.2001        | 208 | 3          | Wrzuć Turbo                      | Shift Into Turbo                |
|                                   |                   |     |            |                                  |                                 |
| 01.05.1997                        | 27.05.2001        | 209 | 4          | Cienie Rangersów                 | Shadow Rangers                  |
|                                   |                   |     |            |                                  |                                 |
| 02.05.1997                        | 02.06.2001        | 210 | 5          | Transmisja niemożliwa            | Transmission Impossible         |
|                                   |                   |     |            |                                  |                                 |
| 05.05.1997                        | 03.06.2001        | 211 | 6          | Rajdowy Ranger                   | Rally Ranger                    |
|                                   |                   |     |            |                                  |                                 |
| 06.05.1997                        | 09.06.2001        | 212 | 7          | Żądza prędkości                  | Built For Speed                 |
|                                   |                   |     |            |                                  |                                 |
| 07.05.1997                        | 10.06.2001        | 213 | 8          | Rower z niespodzianką            | Bicycle Built For the Blues     |
|                                   |                   |     |            |                                  |                                 |
| 08.05.1997                        | 16.06.2001        | 214 | 9          | W sieci kłamstw                  | The Whole Lie                   |
|                                   |                   |     |            |                                  |                                 |
| 10.05.1997                        | 17.06.2001        | 215 | 10         | Egipski pokaz                    | Glyph Hanger                    |
|                                   |                   |     |            |                                  |                                 |
| 12.05.1997                        | 23.06.2001        | 216 | 11         | Sprawa wielkiej wagi             | Weight and See                  |
|                                   |                   |     |            |                                  |                                 |
| 13.05.1997                        | 24.06.2001        | 217 | 12         | Niebezpieczeństwo na sygnale     | Alarmed and Dangerous           |
|                                   |                   |     |            |                                  |                                 |
| 17.05.1997                        | 30.06.2001        | 218 | 13         | Milenijna wiadomość              | The Millennium Message          |
|                                   |                   |     |            |                                  |                                 |
| 19.05.1997                        | 01.07.2001        | 219 | 14         | Wola zwycięstwa                  | A Drive to Win                  |
|                                   |                   |     |            |                                  |                                 |
| 20.05.1997                        | 07.07.2001        | 220 | 15         | Atak samochodów                  | Cars Attacks                    |
|                                   |                   |     |            |                                  |                                 |
| 21.05.1997                        | 08.07.2001        | 221 | 16         | Kochanie, zmniejszyłem Rangersów | Honey, I Shrunk the Rangers     |
|                                   |                   |     |            | Kochanie, zmniejszyłem Rangersów | Honey, I Shrunk the Rangers     |
| 09.09.1997                        | 14.07.2001        | 222 | 17         | Kochanie, zmniejszyłem Rangersów | Honey, I Shrunk the Rangers     |
|                                   |                   |     |            |                                  |                                 |
| 10.09.1997                        | 15.07.2001        | 223 | 18         | Mijając pochodnię                | Passing the Torch               |
|                                   |                   |     |            | Mijając pochodnię                | Passing the Torch               |
| 11.09.1997                        | 21.07.2001        | 224 | 19         | Mijając pochodnię                | Passing the Torch               |
|                                   |                   |     |            |                                  |                                 |
| 12.09.1997                        | 22.07.2001        | 225 | 20         | Zło szyte na miarę               | Stitch Witchery                 |
|                                   |                   |     |            |                                  |                                 |
| 15.09.1997                        | 28.07.2001        | 226 | 21         | Kierownica przeznaczenia         | The Wheel of Fate               |
|                                   |                   |     |            |                                  |                                 |
| 16.09.1997                        | 29.07.2001        | 227 | 22         | Pizza z poczwórnym dodatkiem     | Trouble By the Slice            |
|                                   |                   |     |            |                                  |                                 |
| 17.09.1997                        | 04.08.2001        | 228 | 23         | Fenomen Phantom Rangera          | The Phantom Phenomenon          |
|                                   |                   |     |            |                                  |                                 |
| 18.09.1997                        | 05.08.2001        | 229 | 24         | Sztuczka ze znikaniem            | Vanishing Act                   |
|                                   |                   |     |            |                                  |                                 |
| 19.09.1997                        | 11.08.2001        | 230 | 25         | Gdy czas stanie w miejscu        | When Time Freezes Over          |
|                                   |                   |     |            |                                  |                                 |
| 22.09.1997                        | 12.08.2001        | 231 | 26         | Najmroczniejszy dzień            | The Darkest Day                 |
|                                   |                   |     |            |                                  |                                 |
| 23.09.1997                        | 18.08.2001        | 232 | 27         | Ostatnia nadzieja                | One Last Hope                   |
|                                   |                   |     |            |                                  |                                 |
| 25.09.1997                        | 19.08.2001        | 233 | 28         | Upadek Phantom Rangera           | The Fall of the Phantom         |
|                                   |                   |     |            |                                  |                                 |
| 26.09.1997                        | 25.08.2001        | 234 | 29         | Starcie megazordów               | Clash of the Megazords          |
|                                   |                   |     |            |                                  |                                 |
| 03.10.1997                        | 26.08.2001        | 235 | 30         | Robo-Rangersi                    | The Robot Ranger                |
|                                   |                   |     |            |                                  |                                 |
| 17.10.1997                        | 01.09.2001        | 236 | 31         | Uważaj na trzecie życzenie       | Beware the Third Wish           |
|                                   |                   |     |            |                                  |                                 |
| 20.10.1997                        | 02.09.2001        | 237 | 32         | Siewca zła                       | The Gardener of Evil            |
|                                   |                   |     |            |                                  |                                 |
| 30.10.1997                        | 08.09.2001        | 238 | 33         | Ogień w baku                     | Fire In Your Tank               |
|                                   |                   |     |            |                                  |                                 |
| 31.10.1997                        | 09.09.2001        | 239 | 34         | Nikczemny mechanik               | The Turn of the Wretched Wrench |
|                                   |                   |     |            |                                  |                                 |
| 03.11.1997                        | 15.09.2001        | 240 | 35         | Duch lasu                        | Spirit of the Woods             |
|                                   |                   |     |            |                                  |                                 |
| 07.11.1997                        | 16.09.2001        | 241 | 36         | Piosenka wpadająca w ucho        | The Song of Confusion           |
|                                   |                   |     |            |                                  |                                 |
| 10.11.1997                        | 22.09.2001        | 242 | 37         | Wypadek                          | The Accident                    |
|                                   |                   |     |            |                                  |                                 |
| 11.11.1997                        | 23.09.2001        | 243 | 38         | Najlepszy przyjaciel Cassie      | Cassie’s Best Friend            |
|                                   |                   |     |            |                                  |                                 |
| 12.11.1997                        | 29.09.2001        | 244 | 39         | Podkręcona piłka                 | The Curve Ball                  |
|                                   |                   |     |            |                                  |                                 |
| 13.11.1997                        | 30.09.2001        | 245 | 40         | Carlos i Hrabia                  | Carlos and the Count            |
|                                   |                   |     |            |                                  |                                 |
| 14.11.1997                        | 06.10.2001        | 246 | 41         | Mały siłacz                      | Little Strong Man               |
|                                   |                   |     |            |                                  |                                 |
| 17.11.1997                        | 07.10.2001        | 247 | 42         | Rywalki                          | The Rival Rangers               |
|                                   |                   |     |            |                                  |                                 |
| 18.11.1997                        | 13.10.2001        | 248 | 43         | Brakujące części                 | Parts and Parcel                |
|                                   |                   |     |            |                                  |                                 |
| 21.11.1997                        | 14.10.2001        | 249 | 44         | Pogoń w kosmosie                 | Chase Into Space                |
|                                   |                   |     |            | Pogoń w kosmosie                 | Chase Into Space                |
| 24.11.1997                        | 20.10.2001        | 250 | 45         | Pogoń w kosmosie                 | Chase Into Space                |
|                                   |                   |     |            |                                  |                                 |